# 854 Frostia
A 854 Frostia (ideiglenes jelöléssel 1916 S29) a Naprendszer kisbolygóövében található aszteroida. Szergej Beljavszkij fedezte fel 1916. április 3-án.